# Fortschritt Herrenbekleidung

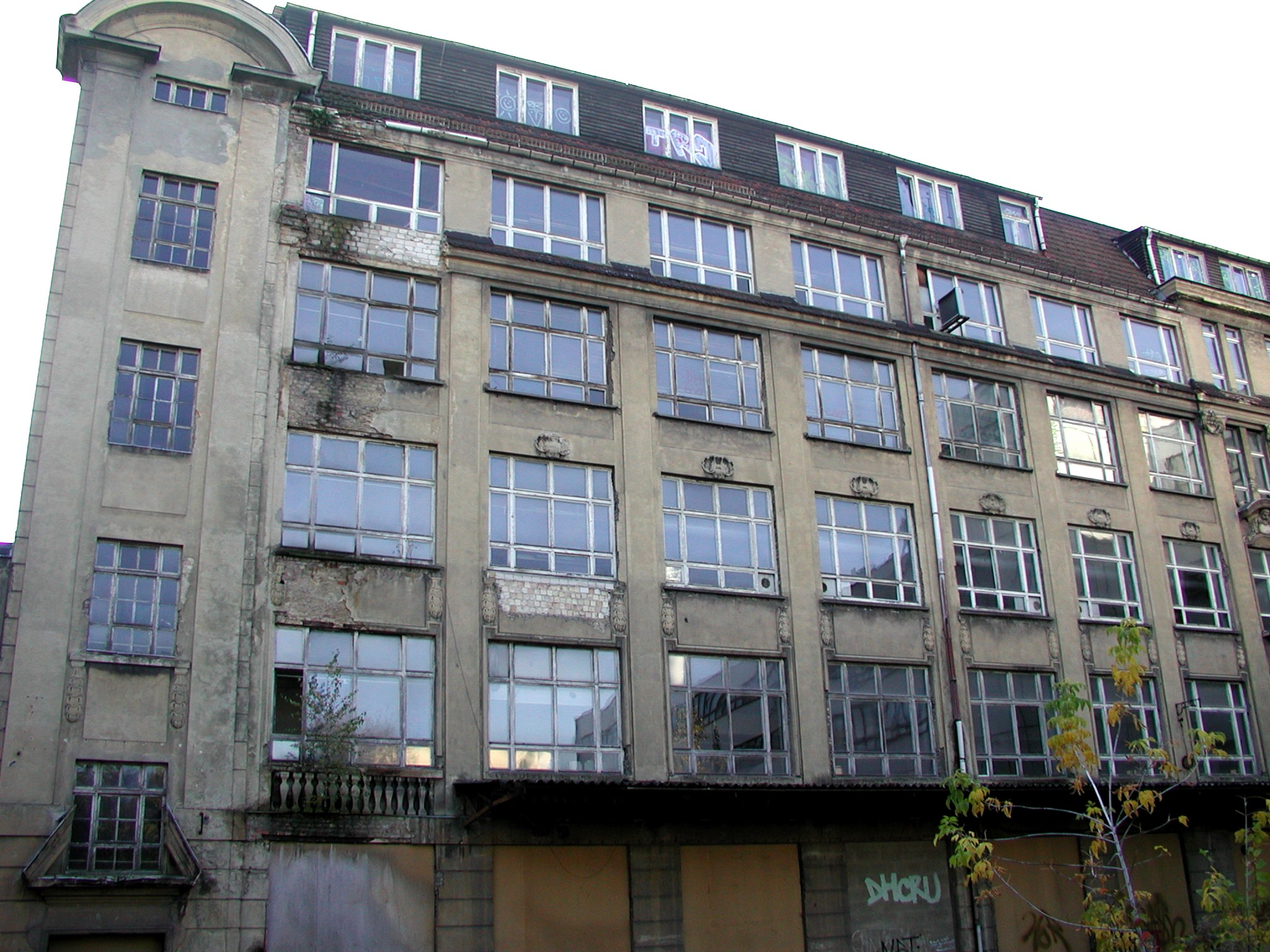
Hauptgebäude des ehemaligen Betriebes Fortschritt

Der VEB Fortschritt Herrenbekleidung war der größte Hersteller für Herrenkonfektion in der DDR mit Sitz in der Rudolf-Reusch-Straße in Berlin-Lichtenberg. Er bestand an dieser Stelle von 1945 bis 1990 und war ab 1969 Stammbetrieb des VEB Kombinat Oberbekleidung Berlin. Vorgängerbetrieb war eine 1890 gegründete Möbelfabrik; Nachfolgebetrieb wurde der BECON Berliner Konfektion mit anderem Standort im Ostteil Berlins. Die früheren Fabrikhallen auf dem Hof zwischen der Möllendorffstraße und der Rudolf-Reusch-Straße wurden denkmalgerecht saniert und zu Wohnungen umfunktioniert.

## Geschichte

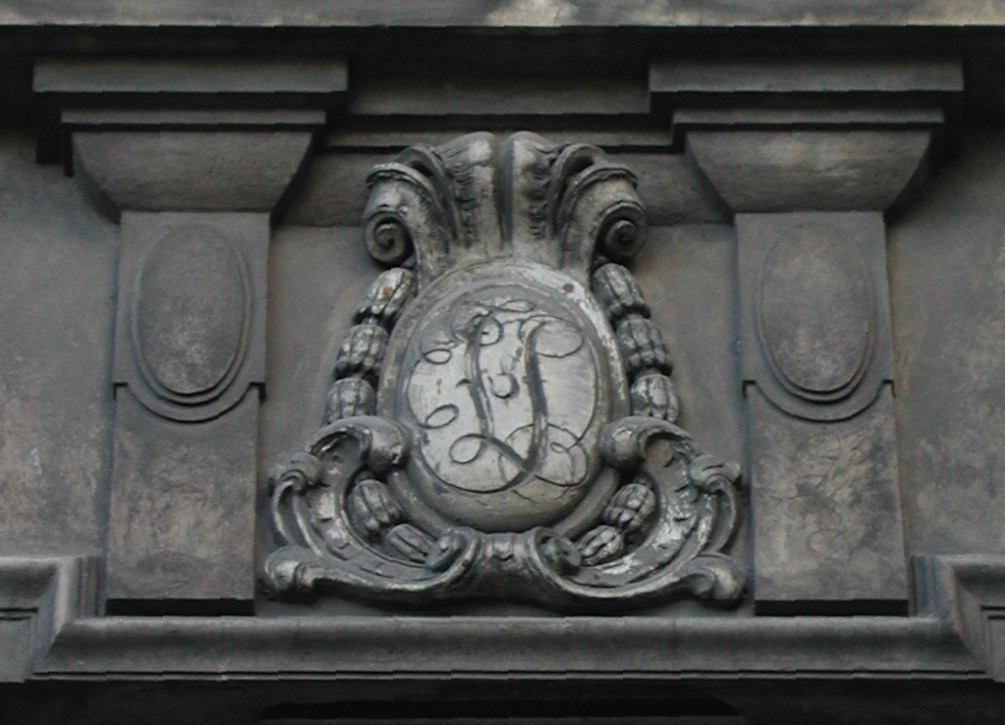
Initialen „Z & P“ der Fabrikbesitzer und Bauherren

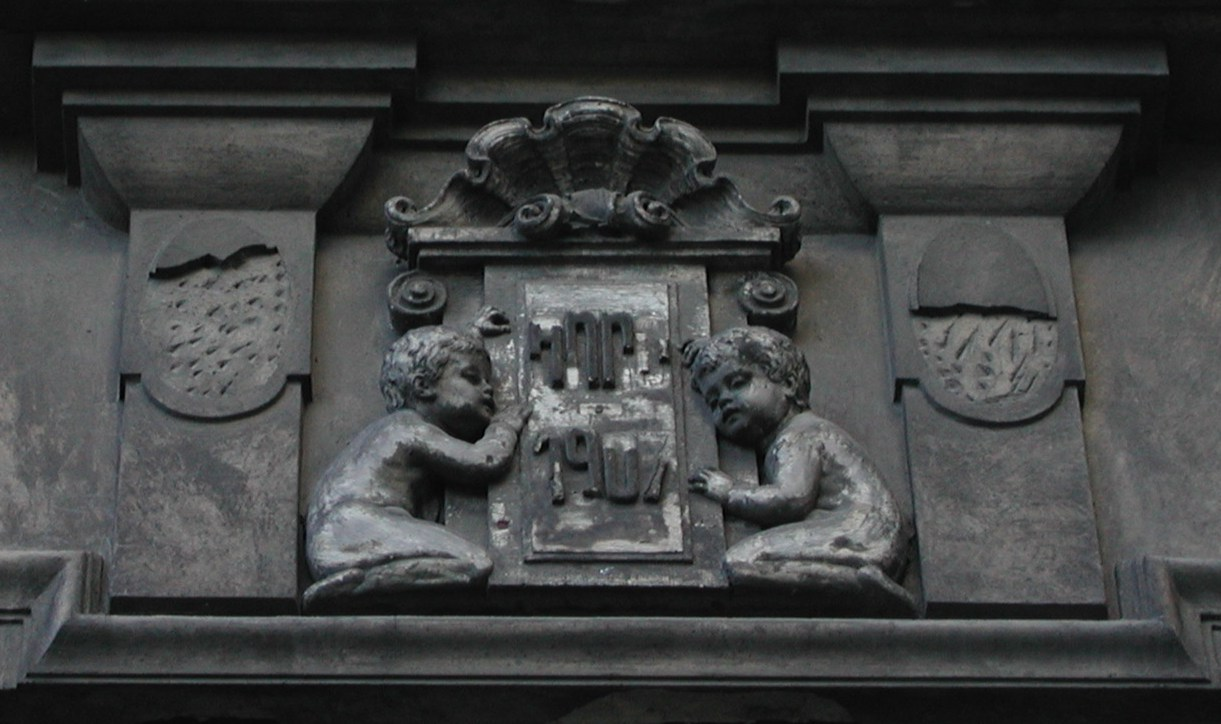
Fertigstellungshinweis: „anno 1907“

Im Jahre 1907 wurden auf dem Gelände zwischen der 1924 angelegten und bezeichneten Rudolf-Reusch-Straße (zuvor Straße 5), der Normannenstraße und der Dorfstraße 9 große Fabrikgebäude zur Herstellung von Möbeln und ein dazugehöriges Verwaltungs- und Wohngebäude errichtet. Ein sechsstöckiger Block mit großem Innenhof und einem eigenen Heizhaus wurden gebaut. Die Fassaden erhielten die damals typische Gestaltung mit glasierten Klinkern in den Farben weiß mit grünen Schmuckelementen. Viele hundert Menschen fanden hier Arbeit.
Fabrikbesitzer waren A. Plathen und Adolf Zelder. Die Möbelfabrik war u. a. spezialisiert auf Hoteleinrichtungen und später auch auf Schulmöbel.
Mit der Kriegswirtschaft ab 1940 wurde die Möbelproduktion eingeschränkt, lief jedoch weiter. In frei gewordene Fabrikräume zog eine Textilfabrikation (Beha) als Mieter ein.
Nach dem Ende des Zweiten Weltkriegs konnten die früheren Fabrikanten Zelder und Plathen die Möbelherstellung in ihren Fabrikräumen wieder aufnehmen, sie inserierten nun unter Zelder & Plathen, Möbelfabrik, Berlin-Lichtenberg, Möllendorffstr. 9, Schlafzimmer, Schul-, Behörden- und Büromöbel. Doch auch die Herstellung von Bekleidung wurde zu einem wichtigen Anliegen. Deswegen wurden bereits im Mai 1945 mit Hilfe der sowjetischen Besatzungsmacht aus dem ehemaligen kleinen Bekleidungsbetrieb die Maschinen arbeitsfähig gemacht, Schutt und Asche aus den Werkhallen entfernt und 14 Tage später die Produktion von einfachen Jacken, Mänteln und Hosen mit einer kleinen Belegschaft aufgenommen. Als Adresse der Textilfabrik mit dem Namen Bekleidungswerke Fortschritt kam die Möllendorffstr. 10 hinzu. Die Produktionspalette wurde in den Folgejahren um industrielle Oberbekleidung ausschließlich für Herren erweitert.

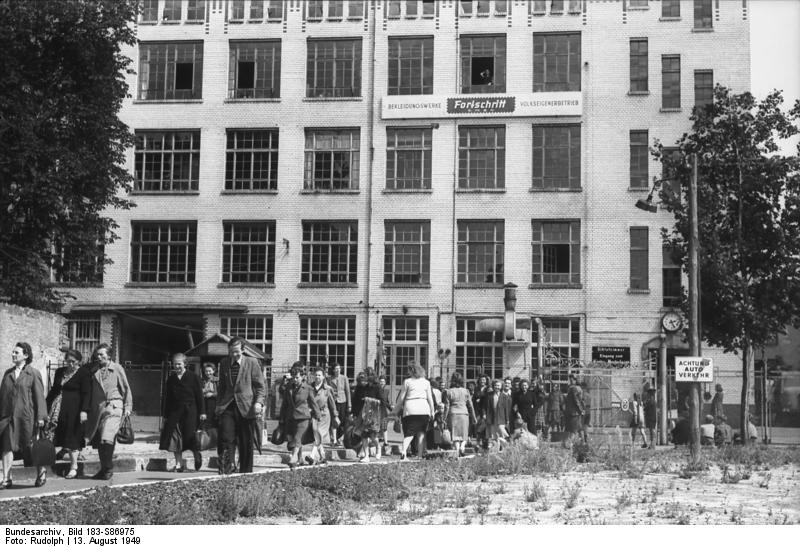
Schichtwechsel 1949

Schrittweise wurden Maschinen erneuert, Produktionsräume modernisiert sowie neueste Technologien eingeführt. Nach der Gründung der DDR im Oktober 1949 sorgte die Leitung des verstaatlichten Betriebes des VVB Leichtindustrie Berlin für die Verbesserung des sozialen Umfeldes der Arbeiter: 1951 wurde ein betriebseigener Kindergarten eröffnet, später sogar eine eigene Betriebspoliklinik mit mehreren Ärzten und Schwestern, wofür man auf dem Betriebsgelände einen zweigeschossigen Plattenbau errichtete.
Im Jahr 1952/1953 erfolgte durch den Magistrat von Berlin die Enteignung des Grundbesitzes der Möbelfabrik, der daraufhin in Volkseigentum überging und unter VEB Herrenbekleidung Fortschritt auftrat.
Die Ausbildung von Textil-Facharbeitern und die Qualifizierung der Mitarbeiter wurden zu einem ständigen Anliegen. Auch in diesem Konfektionsbetrieb waren viele Ingenieure tätig. Das Neuererwesen sollte ständige Verbesserungen in der Produktion erbringen.
In den Jahren 1964 und 1967 wurden einige kleine Berliner Oberbekleidungsbetriebe dem VEB Fortschritt angegliedert: zuerst der VEB Elegan (dieser hatte unter anderem die gesamte Kleidung für die DDR-Olympioniken 1956, 1960 und 1964 hergestellt), 1967 wurde das Wäschewerk Tadellos mit dem VEB Fortschritt vereinigt. Ende der 1970er Jahre erhöhte sich die Zahl der Beschäftigten noch einmal durch Eingliederung von vietnamesischen Gastarbeiterinnen.
Nun hatten die Produktion und die Belegschaft so zugenommen, dass ein Erweiterungsbau am Hauptstandort vorgenommen werden musste. Dazu ließ die Betriebsleitung direkt an der Möllendorffstraße ein fünfstöckiges Gebäude errichten, in welchem die Verwaltung eigene Räume und damit bessere Arbeitsbedingungen erhielt, in den anderen Gebäuden und Betriebsteilen war nun mehr Platz für Maschinen.

### Kennzahlen bis 1967
- Die produzierte Warenmenge stieg von 1949 bis 1960 auf 300 Prozent, die Arbeitsproduktivität im gleichen Zeitraum auf 260 Prozent.
- Im Jahr 1967 wurden etwa 3000 Mitarbeiter beschäftigt.
- der Betrieb war um 1967 der größte Produzent von Herrenmode in der DDR, zum Beispiel wurden etwa 25 Prozent aller Mäntel hier hergestellt.
- Der Export erfolgte 1967 in neun Länder auf vier Kontinenten.

### Privatisierung zu BECON

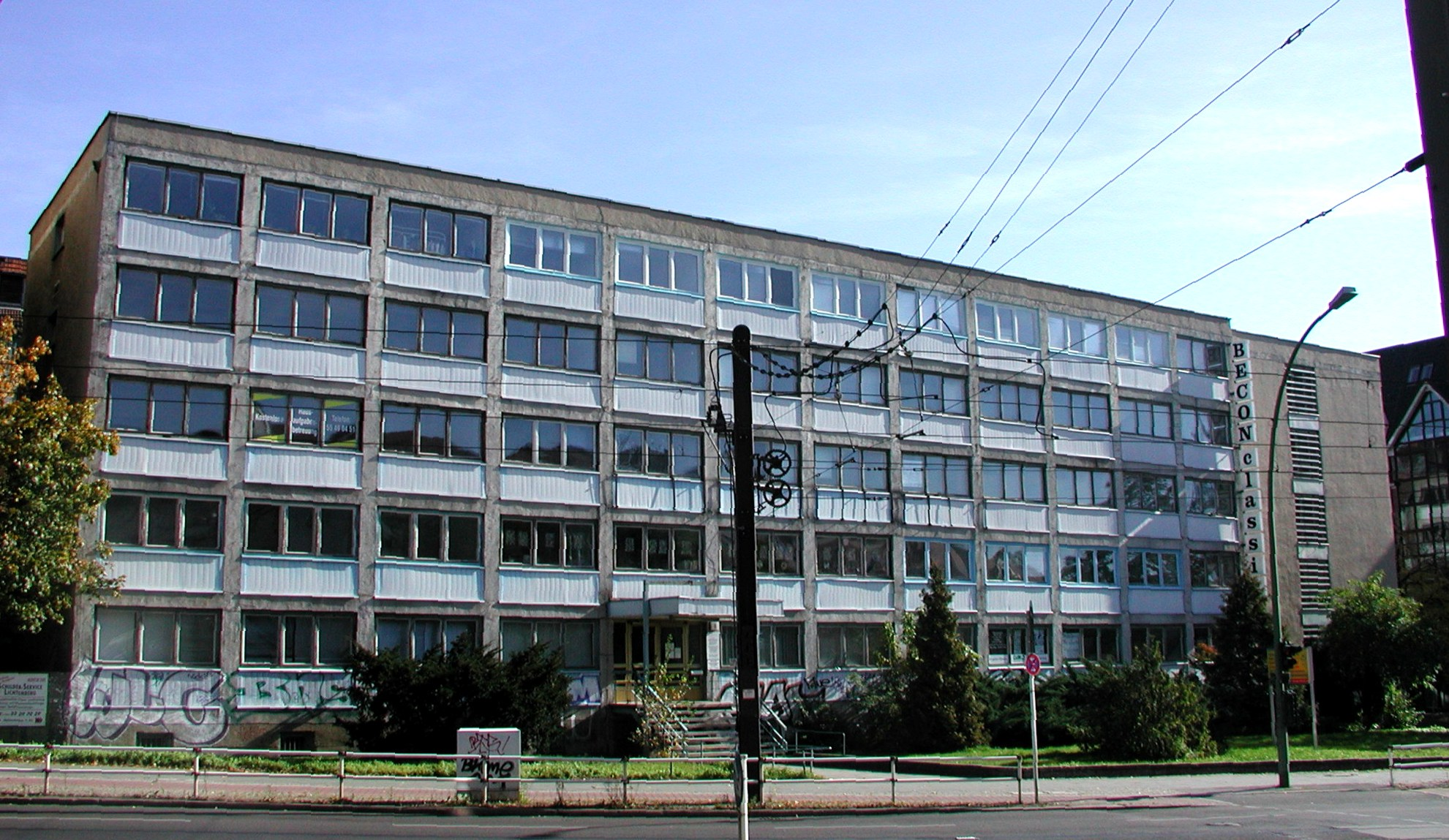
Verwaltungsgebäude in der Möllendorffstraße (damals Jacques Duclos-Straße)

Durch Umbenennung des VEB Fortschritt in becon GmbH – Berliner Confektion versuchten einige der früheren Chefs nach der Wende, den Bekleidungsbetrieb aufrechtzuerhalten. Die unqualifizierten Mitarbeiter wurden Mitte der 1990er Jahre entlassen, das betraf zunächst die Vietnamesinnen. Als Großbetrieb für Herrenoberbekleidung bestand jedoch in der Marktwirtschaft keine wirkliche Überlebenschance; das Sortiment war nicht mehr marktfähig. Die West-Berliner Max Schröder GmbH kaufte die Immobilie, um in den Werkhallen dort eigene Bekleidungskollektionen zu produzieren. Die fast neue Hängetransportanlage aus den Gebäuden des ehemaligen VEB Treffmodelle wurde extra eingebaut. Doch die zwischenzeitlich in der Greifswalder Straße produzierende Max Schröder Classicmoden ging in Konkurs. Der Geschäftsstandort der becon wurde in die Eldenaer Straße in wesentlich kleinere Hallen in Berlin-Friedrichshain verlegt. Dadurch konnte das Überleben gesichert werden, allerdings mit nur wenigen Arbeitskräften.
Die großen Fabrikgebäude in Lichtenberg dienten bis Ende 2009 wenigen kleinen Dienstleistern als preisgünstige Unterkunft.
BECON hat mittlerweile (Stand Frühjahr 2019) vier Filialen in Berlin: einen Flagship Store in Berlin-Mitte, Hausvogteiplatz 12, ein Geschäft am Kaiserdamm 38 in Charlottenburg, eine Filiale in der Landsberger Allee 131 (aktuelle Kollektion & Outlet) sowie den oben genannten Standort in der Eldenaer Straße 35 am ehemaligen Schlachthof. In Berlin gibt es jedoch keine Produktion mehr, die Geschäftsleitung kauft wertvolle Stoffe in Italien und lässt im Ausland schneidern.

### Umnutzung der Lichtenberger Fabrikgebäude

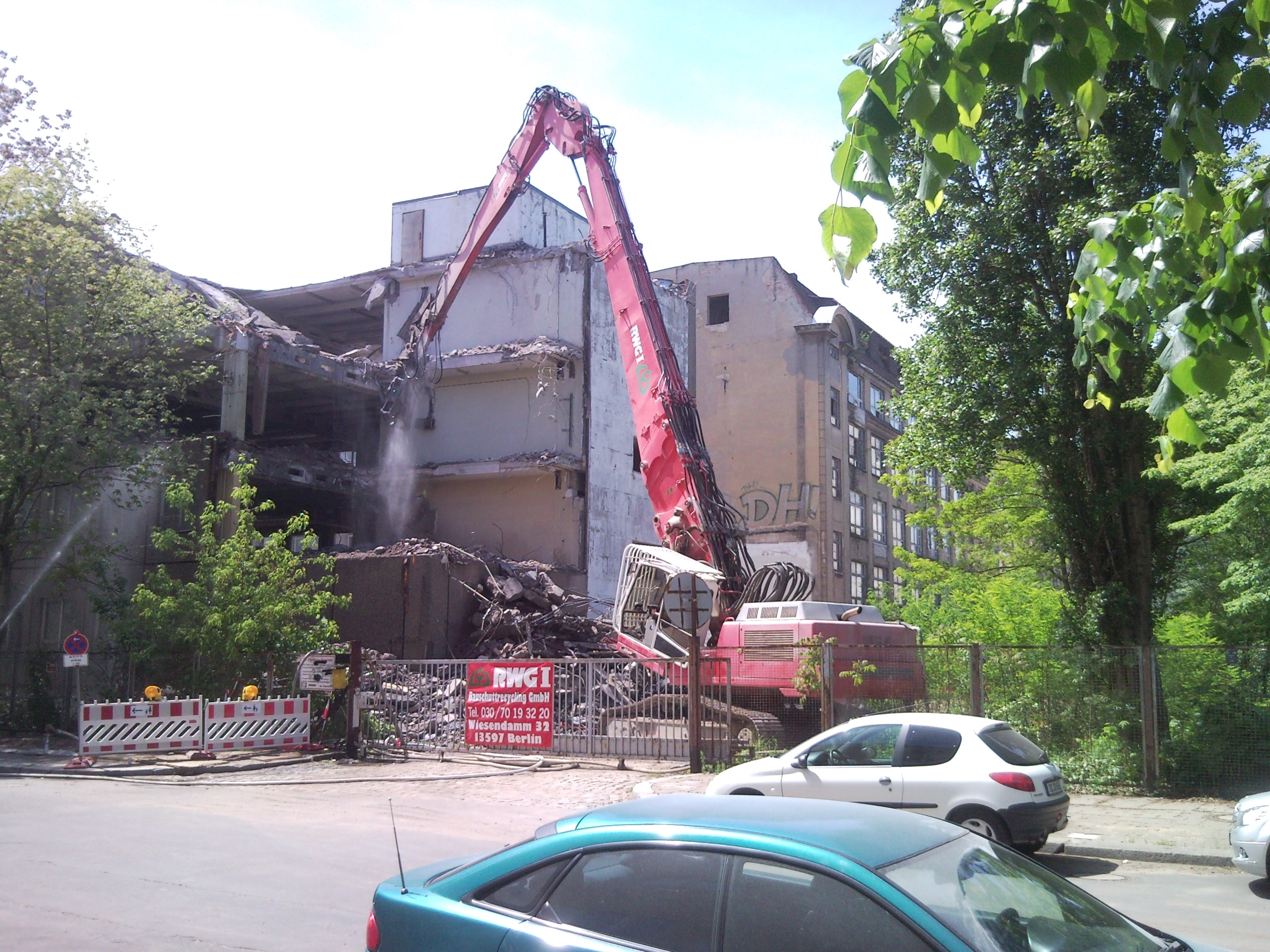
Abriss von Gebäudeteilen in der Rudolf-Reusch-Straße, im Mai 2010

Die denkmalgeschützten Altbauten und der als Verwaltungsgebäude errichtete Plattenbau an der Möllendorffstraße wurden ab April 2010 zu Appartements und Loftwohnungen umgebaut, Heizhaus und ein Produktionsgebäude an der Rudolf-Reusch-Straße wurden abgerissen. In den 2010er Jahren führte die zur CG-Gruppe mit Sitz in Leipzig gehörende Firma Lichtenberger Loft GmbH & Co. KG die nötigen Sanierungs- und Abbruchmaßnahmen auf dem Gelände durch. Mit einem Investvolumen von rund 50 Millionen Euro entstanden auf der ehemaligen Produktionsfläche 96 Wohneinheiten im Loftstil. Die Fassaden der Produktionsgebäude wurden denkmalgerecht wieder hergerichtet. Auf dem Gelände wurde in einer zweiten Bauphase, die bis Ende 2012 abgeschlossen war, zusätzlich 11.500 m² Wohnraum in 138 Wohnungen geschaffen. Die frühere Kantine und die ehemalige Poliklinik entlang der Rudolf-Reusch-Straße mussten zwei Blockrandbebauungen sowie fünf einzeln stehenden Häusern weichen.